# Форашти (Јаши)
Форашти (рум. Forăști) насеље је у Румунији у округу Јаши у општини Гропница. Oпштина се налази на надморској висини од 62 m.

## Становништво
Према подацима из 2002. године у насељу је живело 507 становника, од којих су сви румунске националности.